# Can-Can (película)
Can-Can es una película musical de 1960 realizada por Suffolk-Cummings productions y distribuida por la 20th Century Fox.
El film, dirigido por Walter Lang, producido por Jack Cummings y Saul Chaplin, está basado en la obra de Dorothy Kingsley y Charles Lederer y protagonizada por Frank Sinatra, Shirley MacLaine y Maurice Chevalier. 
La película contiene algunas de las canciones más conocidas de Cole Porter, como I Love Paris y C'est Magnifique.

## Reparto
| Actor             | Personaje                                     |
| ----------------- | --------------------------------------------- |
| Frank Sinatra     | François Durnais, abogado buscapleitos        |
| Shirley MacLaine  | Simone Pistache, propietaria de club nocturno |
| Maurice Chevalier | Paul Barriere, juez Senior                    |
| Louis Jourdan     | Philippe Forrestiere, juez Junior             |
| Juliet Prowse     | Claudine, bailarina de can-can                |

## Premios
Medallas del Círculo de Escritores Cinematográficos
| Categoría               | Candidato        | Resultado |
| ----------------------- | ---------------- | --------- |
| Mejor actriz extranjera | Shirley MacLaine | Ganadora  |